# Saint-Aubin-d'Écrosville
Saint-Aubin-d'Écrosville è un comune francese di 687 abitanti situato nel dipartimento dell'Eure nella regione della Normandia.

## Società

### Evoluzione demografica
Abitanti censiti

## Monumenti e luoghi d'interesse

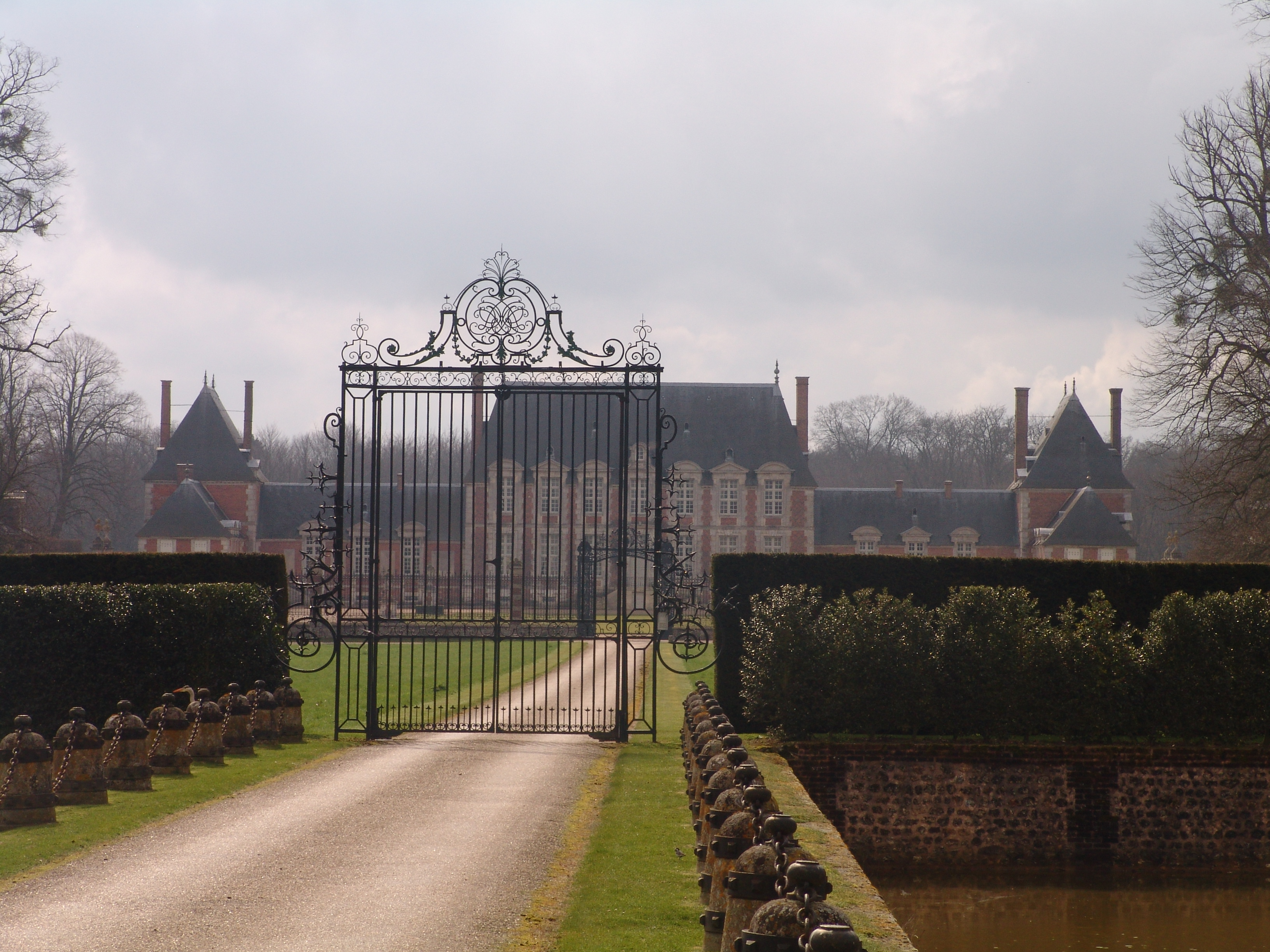
Il Castello dei Leroux.

- Castello dei Leroux, del XVII secolo.
- Chiesa di Sant'Albino, struttura gotico-rinascimentale costruita tra il 1515 e il 1630